# Khaosokia
Khaosokia é um género botânico pertencente à família Cyperaceae.

## Espécies
- Khaosokia caricoides D.A.Simpson, Chayam. & J.Parn.